# N'Yoka Longo
N'Yoka Longo'Vula, noto anche come Jossart (Kinshasa, 7 settembre 1953), è un cantante di soukous della Repubblica Democratica del Congo.
È noto soprattutto per la sua collaborazione pluridecennale con il celebre gruppo musicale Zaïko Langa Langa, di cui è tuttora il cantante e il leader. Canta in diverse lingue, fra cui kikongo, swahili, francese e inglese.

## Biografia
N'Yoka Longo iniziò la propria carriera musicale in un'orchestra nota come Bel Guide National. Il 24 dicembre 1969, a Kinshasa (Zaire, oggi Repubblica Democratica del Congo), fondò il gruppo Zaïko Langa Langa insieme ad altri ex-Bel Guide (fra cui Henri Mongombe, D. V. Moanda, Marcelin Bita, Felix Manuaku Waku), Papa Wemba e altri. Nonostante il gran numero di avvicendamenti, scissioni e riunioni che la formazione degli Zaiko Langa Langa ha conosciuto negli anni, N'Yoka Longo rimase per tutta la propria carriera nel gruppo, di cui oggi è il leader e il principale compositore.
Nel 1977 Longo fu scelto per esibirsi con la National Orchestra dello Zaire al FESTAC (il festival internazionale dell'arte nera, tenutosi a Lagos). Negli anni successivi la sua popolarità continuò a crescere; incise successi come Nalala Pongi e Amando e intraprese oltre 100 tour internazionali.